# Basquetebol 3x3 nos Jogos Sul-Americanos de 2018
As competições de basquetebol 3x3 nos Jogos Sul-Americanos de 2018 ocorreram nos dias 1º e 2 de junho em um total de 2 eventos. As competições aconteceram no Coliseo Polideportivo Evo Morales, localizado em Cochabamba, Bolívia.

## Forma de disputa
As competições de basquetebol 3x3 são disputadas por atletas sem restrição de idade. Ambos os torneios serão disputados no sistema inicial de grupos, com as melhores equipes avançando à fase eliminatória.

## Calendário
| G | Fase de grupos | ½ | Semifinais | B | Disputa pelo bronze | F | Final |

| Basquetebol 3x3 | Sex 1 | Sáb 2 | Sáb 2 | Sáb 2 |
| --------------- | ----- | ----- | ----- | ----- |
| Masculino       | G     | ½     | B     | F     |
| Feminino        | G     | ½     | B     | F     |

## Participantes
Ao todo, onze equipes representando seis países se inscreveram, sendo que o Paraguai inscreveu uma equipe apenas para o torneio feminino.
| - ARG Argentina (8) - BOL Bolívia (8) - CHI Chile (8) | - PAR Paraguai (4) - URU Uruguai (8) - VEN Venezuela (8) |

## Medalhistas
| Evento             | Ouro                                                                              | Prata                                                                                  | Bronze                                                                    |
| ------------------ | --------------------------------------------------------------------------------- | -------------------------------------------------------------------------------------- | ------------------------------------------------------------------------- |
| Masculino detalhes | Federico Pereiras Nicolás Borsellino Nicolás Catalá Sebastián Vázquez URU Uruguai | Fausto Ruesga Juan Esteban de la Fuente Juan Hierrezuelo Julián Eydallín ARG Argentina | Edgar Sifontes Juan Coronado Lenín López Michaell Flores VEN Venezuela    |
| Feminino detalhes  | Ivaney Márquez Luisanny Zapata Odeth Betancourt Yosimar Corrales VEN Venezuela    | Florencia Chagas María Victoria Fux Sofía Acevedo Sol Castro ARG Argentina             | Aldana Gayoso Camila Kirschenbaum Daiana Cartro Lucía Schiavo URU Uruguai |

## Quadro de medalhas
| Ordem | País          | Medalha de ouro | Medalha de prata | Medalha de bronze | Total | Ordem por total |
| ----- | ------------- | --------------- | ---------------- | ----------------- | ----- | --------------- |
| 1     | URU Uruguai   | 1               |                  | 1                 | 2     | 1               |
|       | VEN Venezuela | 1               |                  | 1                 | 2     | 1               |
| 3     | ARG Argentina |                 | 2                |                   | 2     | 1               |
| TOTAL | TOTAL         | 2               | 2                | 2                 | 6     | —               |